# Обонде, Симон
Симо́н Обонде́ (англ. Simon Obonde; род. 10 мая 2001) — ганский футболист, защитник клуба «Лернаин Арцах».

## Карьера
В октябре 2020 года отправился в аренду в армянский «Нораванк». Дебютировал в Первой лиге Армении в матче в дублем «Алашкерта». В Кубке Незавивимости Армении дебютировал в матче с ФК «Ван» (Чаренцаван). Вместе с «Нораванком» вышел в Премьер-лигу. Дебютировал в матче с «Пюником», отличившись забитым мячом.

## Достижения
- Обладатель Кубка Армении (1): 2021/22.